# Erzbistum Santiago de los Caballeros
Das Erzbistum Santiago de los Caballeros (lat.: Archidioecesis Sancti Iacobi Equitum, span.: Arquidiócesis de Santiago de los Caballeros) ist eine in der Dominikanischen Republik gelegene römisch-katholische Erzdiözese mit Sitz in Santiago de los Caballeros.

## Geschichte
Das Erzbistum Santiago de los Caballeros wurde am 25. September 1953 durch Papst Pius XII. mit der Päpstlichen Bulle Si magna et excelsa aus Gebietsabtretungen des Erzbistums Santo Domingo als Bistum Santiago de los Caballeros errichtet. Es wurde dem Erzbistum Santo Domingo als Suffraganbistum unterstellt. Das Bistum Santiago de los Caballeros gab am 16. Januar 1978 Teile seines Territoriums zur Gründung der Bistümer Mao-Monte Cristi und San Francisco de Macorís ab.
Am 14. Februar 1994 wurde das Bistum Santiago de los Caballeros durch Papst Johannes Paul II. mit der Päpstlichen Bulle Solicitam sane curam zum Erzbistum erhoben. Das Erzbistum Santiago de los Caballeros gab am 16. Dezember 1996 Teile seines Territoriums zur Gründung des Bistums Puerto Plata ab. Eine weitere Gebietsabtretung erfolgte am 1. Februar 1997 zur Gründung des Bistums San Pedro de Macorís.

## Ordinarien

### Bischöfe von Santiago de los Caballeros
- Hugo Eduardo Polanco Brito, 1956–1966, dann unter anderem Bischof in Nuestra Señora de la Altagracia en Higüey
- Roque Adames Rodríguez, 1966–1992
- Juan Antonio Flores Santana, 1992–1994

### Erzbischöfe von Santiago de los Caballeros
- Juan Antonio Flores Santana, 1994–2003
- Ramón Benito de La Rosa y Carpio, 2003–2015
- Freddy Antonio de Jesús Bretón Martínez, 2015–2023
- Héctor Rafael Rodríguez Rodríguez MSC, seit 2023

## Weblinks

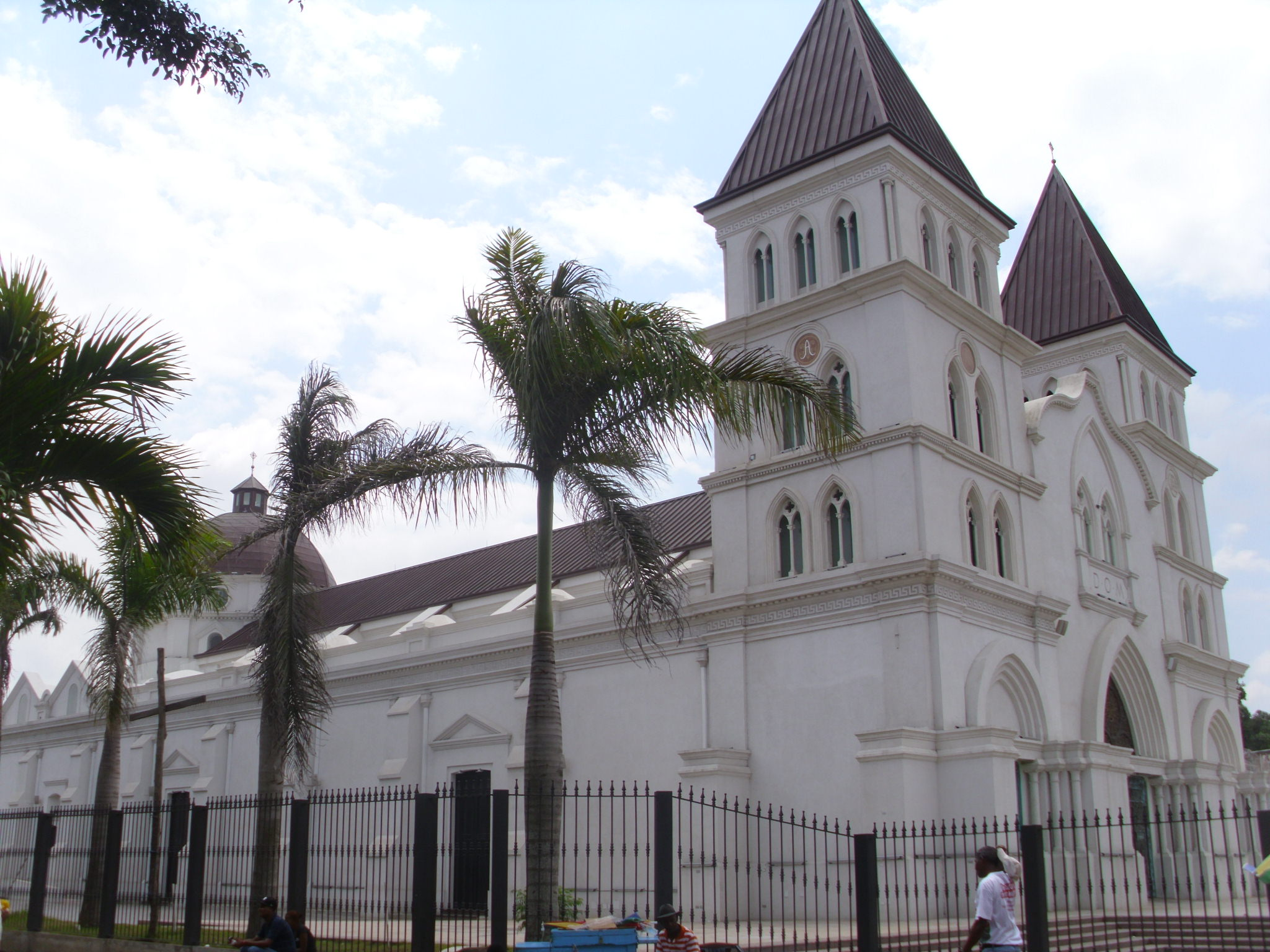
Kathedrale in Santiago de los Caballeros